# Воля-Вжещовська
Воля-Вжещовська (пол. Wola Wrzeszczowska) — село в Польщі, у гміні Пшитик Радомського повіту Мазовецького воєводства.
Населення — 214 осіб (2011).
У 1975-1998 роках село належало до Радомського воєводства.

## Демографія
Демографічна структура станом на 31 березня 2011 року:
|          | Загалом | Допрацездатний вік | Працездатний вік | Постпрацездатний вік |
| -------- | ------- | ------------------ | ---------------- | -------------------- |
| Чоловіки | 114     | 25                 | 75               | 14                   |
| Жінки    | 100     | 18                 | 51               | 31                   |
| Разом    | 214     | 43                 | 126              | 45                   |